# Острів Вогню
Острів Вогню (англ. назва Island of Fire) — гонконгсько-тайванський фільм, з Джекі Чаном у головній ролі. Фільм вийшов на екрани в 1990.

## Сюжет
Поліцейський Вонг Вей (Енді Лау), приїхавши з Тайбея, стає свідком вбивства старшого поліцейського офіцера. Знайдені докази показали, що вбивцею виявився тюремний ув'язнений. Оскільки знайдені докази не тільки не допомогли справі, але ще більше її заплутали, Вонг вирішує сісти у в'язницю аби, завоювавши довіру в'язнів, знайти вбивцю. Проте справа отримує несподіваний поворот, і Вонг виявляється замішаним у вбивстві старшого офіцера охорони, за що його засуджують до смерті. Проте коли вирок ось-ось мав бути виконаний, такий собі Вардер Тьен пропонує йому приєднатися до свого руху, але здійснює помилку — Вонг Вей розплутує справу, примусивши Вардера Тьена зізнатися.

## В ролях
- Джекі Чан — Ланг
- Баррі Вонг — Інспектор Вонг
- Саммо Хунг — Фетті
- Енді Лау — Лау
- Тоні Ленг — Веі Ванг
- Ю Ванг — Куі
- Чун Хсян Ко — Шеф
- Чанг Хуа Тоу — Чіу